# Phaonia tuberosurstyla
Phaonia tuberosurstyla är en tvåvingeart som beskrevs av Deng och Feng 1998. Phaonia tuberosurstyla ingår i släktet Phaonia och familjen husflugor. Inga underarter finns listade i Catalogue of Life.